# Raymond (Cher)
Raymond ist eine französische Gemeinde mit 175 Einwohnern (Stand: 1. Januar 2022) im Département Cher in der Region Centre-Val de Loire; sie gehört zum Arrondissement Saint-Amand-Montrond und zum Kanton Dun-sur-Auron. 

## Geografie
Raymond liegt etwa 26 Kilometer ostsüdöstlich von Bourges. Umgeben wird Raymond von den Nachbargemeinden Bengy-sur-Craon im Norden und Nordosten, Cornusse im Osten und Südosten, Osmery im Süden und Südwesten sowie Jussy-Champagne im Westen und Nordwesten.

## Bevölkerungsentwicklung
| Jahr                      | 1962 | 1968 | 1975 | 1982 | 1990 | 1999 | 2006 | 2013 |
| Einwohner                 | 231  | 199  | 173  | 177  | 162  | 156  | 194  | 213  |
| Quelle: Cassini und INSEE |      |      |      |      |      |      |      |      |

## Sehenswürdigkeiten
- Kirche Saint-Loup aus dem 13. Jahrhundert